# Clytellus viridipennis
Clytellus viridipennis es una especie de escarabajo longicornio del género Clytellus, tribu Clytellini, orden Coleoptera. Fue descrita científicamente por Hayashi en 1977.

## Descripción
Mide 4,30-5,75 milímetros de longitud.

## Distribución
Se distribuye por Malasia.